# Stroboszkóphatás
Stroboszkóp-, más néven kocsikerék-effektus az, amikor videókban és összeálló képekben a küllős kerekek néha úgy látszanak, mintha állnának, a valóságosnál lassabban, esetleg visszafelé forognának.

## A kocsikerék-effektus
Az összeálló képek – hagyományosan mondva filmek – 24 képből állnak másodpercenként. Azt meg kell jegyezni, hogy a kerekek nem valószínű, hogy 24-et forognának másodpercenként, hiszen az rendkívül gyors lenne. 
Feltételezzük azt, hogy a keréknek 12 darab küllője van és összesen csak 2 fordulatot tesz meg másodpercenként. Ebben az esetben, ha 24 képpel számolunk másodpercenként, akkor a küllők pontosan abban a pozícióban tűnnek fel, mint előzőleg, magyarán olyan, mintha el sem mozdultak volna. Tulajdonképpen minden egyes lefotózott küllő bármely pozícióban egy másik küllő lesz minden egyes egymást követő képen, de mivel a küllők nagyon közel vannak egymás alakjához és színéhez (mondhatni megegyeznek egymással), semmi különbséget nem lehet észrevenni.

A kocsikerék effektus

Ha a kerék lassabban forog, mint 2 fordulat másodpercenként, akkor olyan, mintha a küllők veszítenének pozíciójukból minden egyes következő képen, így azt láthatjuk, mintha a kerék visszafelé forogna. Ez a jelenség jól megfigyelhető a Formula–1-es versenyautóknál, illetve légcsavaros repülőgépeknél.